# 埃琳娜·普鲁斯

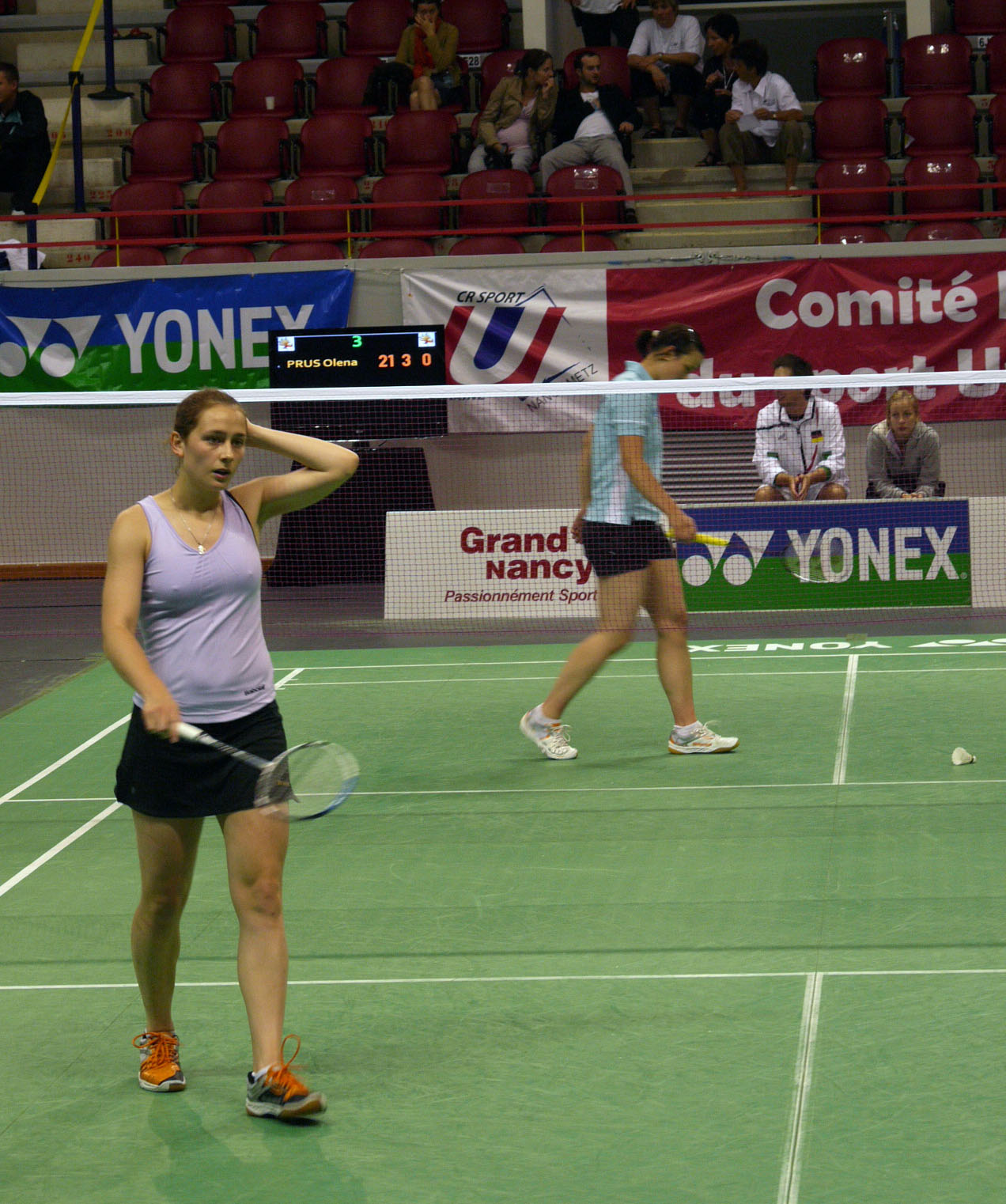
埃琳娜·普鲁斯（前）出戰2010年歐洲大學生羽毛球錦標賽

埃琳娜·普鲁斯（烏克蘭語：Елена Прус，羅馬化：Elena Prus，1986年4月30日—），烏克蘭女子羽毛球運動員。

## 簡歷
2010年8月，埃琳娜·普鲁斯參加法國巴黎舉行的世界羽毛球錦標賽，分別出戰女子單打、女子雙打及混合雙打項目。她在女單項目首圈輪空，但在第二圈就以0比2（8-21、8-21）不敵大會的5號種子、法國的皮红艳出局；此外，她與安娜·科布切娃合作女雙，在首圈便以0比2（16-21、5-21）不敵俄羅斯的尼娜·维斯洛娃/瓦莱里亚·索罗金娜出局；至於混雙方面，她與瓦列里·阿特拉什琴科夫的組合亦同告首圈出局，第一賽就以0比2（16-21、15-21）不敵15號種子、英格蘭的内森·罗布森/珍妮·沃尔沃克出局。

## 主要比賽成績
只列出曾進入準決賽的國際賽事成績：
| 年份   | 賽事                       | 公開賽級別 | 項目     | 搭檔                  | 成績   |
| ------ | -------------------------- | ---------- | -------- | --------------------- | ------ |
| 2008年 | 哈爾科夫羽毛球國際賽       | 國際系列賽 | 女子單打 | －                    | 冠軍   |
| 2008年 | 哈爾科夫羽毛球國際賽       | 國際系列賽 | 女子雙打 | Olga Pyvovarova       | 準決賽 |
| 2008年 | 哈爾科夫羽毛球國際賽       | 國際系列賽 | 混合雙打 | Dmitry Miznikov       | 亞軍   |
| 2008年 | 比利時羽毛球國際賽         | 國際挑戰賽 | 混合雙打 | 瓦列里·阿特拉什琴科夫 | 準決賽 |
| 2008年 | 俄羅斯羽毛球大獎賽         | 大獎賽     | 混合雙打 | 瓦列里·阿特拉什琴科夫 | 準決賽 |
| 2009年 | 愛沙尼亞羽毛球國際賽       | 國際系列賽 | 混合雙打 | 瓦列里·阿特拉什琴科夫 | 準決賽 |
| 2009年 | 瑞典斯德哥爾摩羽毛球國際賽 | 國際挑戰賽 | 混合雙打 | 瓦列里·阿特拉什琴科夫 | 冠軍   |
| 2009年 | 奧地利羽毛球國際挑戰賽     | 國際挑戰賽 | 混合雙打 | 瓦列里·阿特拉什琴科夫 | 亞軍   |
| 2009年 | 羅馬尼亞羽毛球國際賽       | 國際系列賽 | 女子單打 | －                    | 準決賽 |
| 2009年 | 羅馬尼亞羽毛球國際賽       | 國際系列賽 | 混合雙打 | 瓦列里·阿特拉什琴科夫 | 冠軍   |
| 2009年 | 波蘭羽毛球國際賽           | 國際挑戰賽 | 女子雙打 | 安娜·科布切娃         | 準決賽 |
| 2009年 | 白夜羽毛球賽               | 國際挑戰賽 | 女子單打 | －                    | 亞軍   |
| 2009年 | 哈爾科夫羽毛球國際賽       | 國際系列賽 | 女子雙打 | 安娜·科布切娃         | 冠軍   |
| 2009年 | 哈爾科夫羽毛球國際賽       | 國際系列賽 | 混合雙打 | 瓦列里·阿特拉什琴科夫 | 冠軍   |
| 2009年 | 俄羅斯羽毛球大獎賽         | 大獎賽     | 女子單打 | －                    | 準決賽 |
| 2009年 | 俄羅斯羽毛球大獎賽         | 大獎賽     | 女子雙打 | 安娜·科布切娃         | 準決賽 |
| 2010年 | 奧地利羽毛球國際挑戰賽     | 國際挑戰賽 | 女子雙打 | 安娜·科布切娃         | 準決賽 |
| 2010年 | 奧地利羽毛球國際挑戰賽     | 國際挑戰賽 | 混合雙打 | 瓦列里·阿特拉什琴科夫 | 冠軍   |
| 2010年 | 波蘭羽毛球國際賽           | 國際挑戰賽 | 混合雙打 | 瓦列里·阿特拉什琴科夫 | 準決賽 |
| 2010年 | 白夜羽毛球賽               | 國際挑戰賽 | 女子雙打 | 安娜·科布切娃         | 準決賽 |
| 2010年 | 白夜羽毛球賽               | 國際挑戰賽 | 混合雙打 | 瓦列里·阿特拉什琴科夫 | 亞軍   |
| 2010年 | 比利時羽毛球國際賽         | 國際挑戰賽 | 混合雙打 | 瓦列里·阿特拉什琴科夫 | 準決賽 |
| 2010年 | 哈爾科夫羽毛球國際賽       | 國際挑戰賽 | 女子雙打 | 安娜·科布切娃         | 亞軍   |
| 2010年 | 哈爾科夫羽毛球國際賽       | 國際挑戰賽 | 混合雙打 | 瓦列里·阿特拉什琴科夫 | 冠軍   |
| 2010年 | 土耳其羽毛球國際賽         | 國際系列賽 | 混合雙打 | 瓦列里·阿特拉什琴科夫 | 準決賽 |
| 2011年 | 立陶宛羽毛球公開賽         | 國際系列賽 | 女子雙打 | 安娜·科布切娃         | 冠軍   |
| 2011年 | 白夜羽毛球賽               | 國際挑戰賽 | 女子雙打 | 安娜·科布切娃         | 準決賽 |
| 2011年 | 哈爾科夫羽毛球國際賽       | 國際挑戰賽 | 女子雙打 | 安娜·科布切娃         | 準決賽 |
| 2014年 | 哈爾科夫羽毛球國際賽       | 國際挑戰賽 | 混合雙打 | 阿提姆·波奇塔列夫     | 冠軍   |
| 2017年 | 哈爾科夫羽毛球國際賽       | 國際挑戰賽 | 女子雙打 | 尤利娅·卡扎里诺娃     | 準決賽 |
| 2018年 | 哈爾科夫羽毛球國際賽       | 國際挑戰賽 | 女子雙打 | 尤利娅·卡扎里诺娃     | 準決賽 |

| 2007-2017年 | 首要超級賽 | 超級賽 | 黃金大獎賽 | 大獎賽 | 國際挑戰賽 | 國際系列賽 | 未來系列賽 | 其他 |

| 2018-2026年 | 總決賽 | 超級1000賽 | 超級750賽 | 超級500賽 | 超級300賽 | 超級100賽 | 國際挑戰賽 | 國際系列賽 | 未來系列賽 | 其他 |

### 奧運會和世錦賽參賽紀錄
|          | 搭檔                  | 2007 | 2008 | 2009 | 2010 | 2011 |
| -------- | --------------------- | ---- | ---- | ---- | ---- | ---- |
| 女子單打 | －                    | 64強 | －   | 64強 | 32強 | －   |
|          |                       |      |      |      |      |      |
| 女子雙打 | 安娜·科布切娃         | －   | －   | 32強 | 48強 | 48強 |
|          |                       |      |      |      |      |      |
| 混合雙打 | 瓦列里·阿特拉什琴科夫 | 48強 | －   | 32強 | 48強 | 32強 |